# Sistar19
Sistar19 (hangul: 씨스타19) är en sydkoreansk duogrupp bildad 2011 som en undergrupp till tjejgruppen Sistar.
Gruppen bestod av de två medlemmarna  Bora och Hyolyn. 
Gruppen som tidigare upplöstes 2017 har återvänt 2024 med singlarna "No More (Ma Boy)" och "Saucy". 

## Medlemmar
| Artistnamn   | Artistnamn | Födelsenamn  | Födelsenamn | Födelsedatum    |
| Romanisering | Hangul     | Romanisering | Hangul      | Födelsedatum    |
| ------------ | ---------- | ------------ | ----------- | --------------- |
| Bora         | 보라       | Yun Bo-ra    | 윤보라      | 30 januari 1990 |
| Hyolyn       | 효린       | Kim Hyo-jung | 김효정      | 11 januari 1991 |

## Diskografi

### Album
| Albuminformation                                                | Topplacering          |
| Albuminformation                                                | Sydkorea (Gaon Chart) |
| --------------------------------------------------------------- | --------------------- |
| Gone Not Around Any Longer (EP-skiva) - Släppt: 31 januari 2013 | 2                     |

### Singlar
| År   | Titel                        | Topplacering          |
| År   | Titel                        | Sydkorea (Gaon Chart) |
| ---- | ---------------------------- | --------------------- |
| 2011 | "Ma Boy"                     | 2                     |
| 2013 | "Gone Not Around Any Longer" | 1                     |
| 2013 | "A Girl in Love"             | 4                     |